# Michael Lukas (Künstler)
Michael Lukas (* 6. Oktober 1959 in München) ist ein deutscher Künstler, der sich mit seinen Werken im Kontext zur Kartographie beschäftigt. Er arbeitet mit den Medien Malerei, Zeichnung und Installation.

## Leben und Werk
Michael Lukas studierte bis 1987 Freie Malerei und Grafik als Meisterschüler von Daniel Spoerri an der Akademie der bildenden Künste München. Nach dem Diplom begann er, als freischaffender Künstler zu arbeiten.
Als Lehrbeauftragter und künstlerischer Assistent war Lukas von 1996 bis 2006 am Lehrstuhl für Bildnerisches Gestalten der Fakultät für Architektur der Technischen Universität München tätig. Als Mitbegründer der Gruppe „Parameter“ entstand zwischen 1998 und 2006 in Zusammenarbeit mit Rainer Wittenborn und Tobias Wittenborn die künstlerische Neugestaltung der Dauerausstellungen im Museum Natur und Mensch in Oldenburg.
Zahlreiche Einzel- und Gruppenausstellungen führten ihn ins In- und Ausland. Zudem kuratierte er anlässlich des Weltkongresses für Kartographie 2006 im Auftrag des Landesamts für Vermessung und Geoinformation Bayern die Ausstellung „Stadt und Sterne“, gefördert vom Deutschen Zentrum für Luft- und Raumfahrt und vom Bayerischen Staatsministerium für Wissenschaft, Forschung und Kunst.
2007 wirkte er im Auftrag der Stiftung Preußische Schlösser und Gärten Berlin-Brandenburg als Kurator der Ausstellung „Luise. Die Inselwelt der Königin“ auf der Pfaueninsel. Zu den beteiligten Künstlern zählten unter anderem Joan Fontcuberta, Christian Engelmann und Martin Weimar. Im Auftrag der Landeshauptstadt München restaurierte Lukas 2021 Edeltraud Braun von Stranskys Wandbild „Zoo“ in der Grundschule am Mariahilfplatz.
Zwischen 2015 und 2018 lehrte Lukas als Dozent für Malerei an der Sommerakademie Neuburg und ebenso wieder ab 2024.
Lukas lebt und arbeitet in München.

## Mitgliedschaften
Lukas ist Mitglied der Galerie der Künstlerinnen und Künstler, des Kunstvereins München, der VG Bild-Kunst Bonn und der KunstWohnWerke eG, eines 2012 eröffneten Atelierhauses in einer ehemaligen Kleiderfabrik in München.

## Öffentliche Sammlungen
(Quelle: BBK)
- Staatliche Graphische Sammlung München
- Deutsche Bank AG, Frankfurt
- Kunstsammlung des Landes Baden-Württemberg, Badisches Landesmuseum, Karlsruhe
- Museum für Natur und Mensch, Oldenburg
- Lufthansa Cargo, Frankfurt
- Universität Leipzig, Internationales Begegnungszentrum „Werner-Heisenberg-Haus“, Leipzig (mit der Skulptur „Chimborazo“)[8]

## Ausstellungen (Auswahl)
- 1991: Imago Mundi, Städtische Galerie, Landshut
- 2010: Im Haus, Große Kunstausstellung 2010, Haus der Kunst, München[9]
- 2015: √codes – Geheimnisse und Botschaften, 2. Biennale der Künstler im Haus der Kunst, München[2]
- 2016: occupied corner, GiG Munich, Katalog[2]
- 2017: 6:9 Weltversprechen, Kunst im Bau, München[2]
- 2018: Tandem – maps & cuts, Städtische Galerie Neuburg (mit Kathrin Pfaff-Lukas)[2]
- 2022: areale / raum + grenzen, Forum Kunst & Architektur, Essen[2]
- 2022, 2023: Kunst aktuell, Städtische Galerie Rosenheim[2]
- 2023: Die Prävention einer Aneignung, in der Reihe das 5/4, Duisburg[2]
- 2024: Grenzverschiebung, Jahresausstellung des Kunstverein Ebersberg[2]